# Leoni Kingsbury
Leoni May Kingsbury (* im 1. Quartal 1909 in Portsmouth; † 29. Juli 1970 in Kapstadt, verheiratete Leoni May, später Middlemost) war eine englische Badmintonspielerin. Ihr Vater Clarence Kingsbury war ein britischer Radrennfahrer und zweifacher Olympiasieger. Ihre Schwester Thelma war ebenfalls eine erfolgreiche Badmintonspielerin.

## Karriere
Leoni Kingsbury gewann 1932 die All England im Damendoppel mit Marjorie Barrett. Im gleichen Jahr siegte sie auch im Dameneinzel. 1934 war sie erneut im Einzel erfolgreich. Nach dem Zweiten Weltkrieg startete sie für Südafrika.

## Erfolge
| Saison | Veranstaltung | Disziplin   | Sieger                             |
| ------ | ------------- | ----------- | ---------------------------------- |
| 1932   | All England   | Damendoppel | Leoni Kingsbury / Marjorie Barrett |
| 1932   | All England   | Dameneinzel | Leoni Kingsbury                    |
| 1934   | All England   | Dameneinzel | Leoni Kingsbury                    |